# 馬達加斯加足球協會
馬達加斯加足球協會是專門管轄馬達加斯加足球事務的組織。馬達加斯加足球協會成立於1961年，並在翌年才加入國際足協。此外，它還是非洲足協和南非洲足球協會議會的成員之一。馬達加斯加足球協會曾在2008年3月19日至5月19日期間被國際足協制裁。

## 外部連結
- 國際足協網頁 （页面存档备份，存于）
- 非洲足協網頁 （页面存档备份，存于）